# Бездомные в России

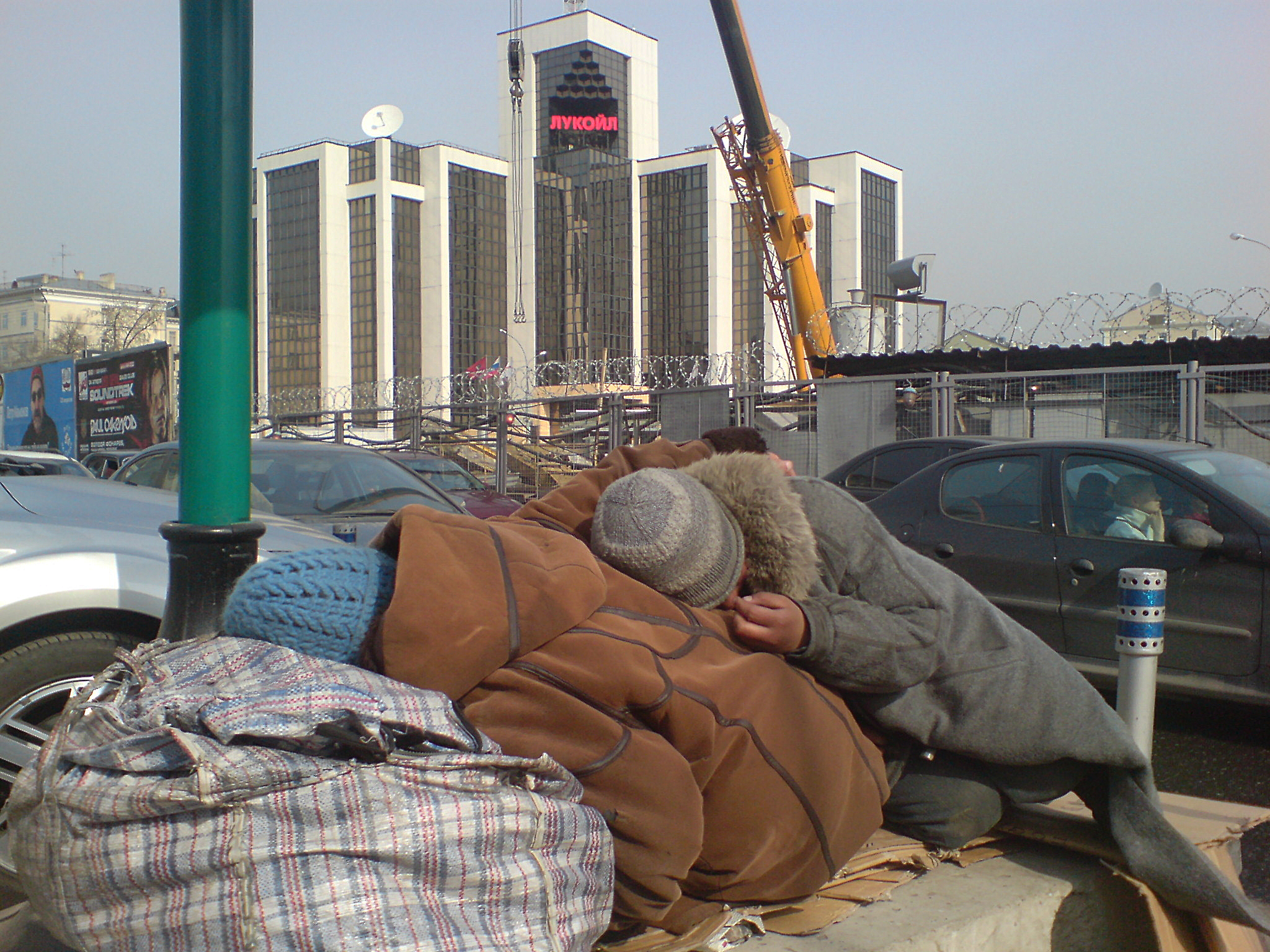
Бездомные спят на улице Москвы, 2010

Бездомные в России — часть российского общества, которую характеризует отсутствие постоянного дома или обитание в местах, не предназначенных для проживания, и обусловленные этим фактором особенности жизни и поведения. В русском языке по отношению к бездомным часто применяется акроним «бомж» — от «без определённого места жительства».
По итогам всероссийской переписи населения 2020 года количество бездомных в России составило 11 285 человек. Среднестатистический российский бездомный — мужчина со средним или средним специальным образованием в возрасте 30 лет.

## История

### Дореволюционный период

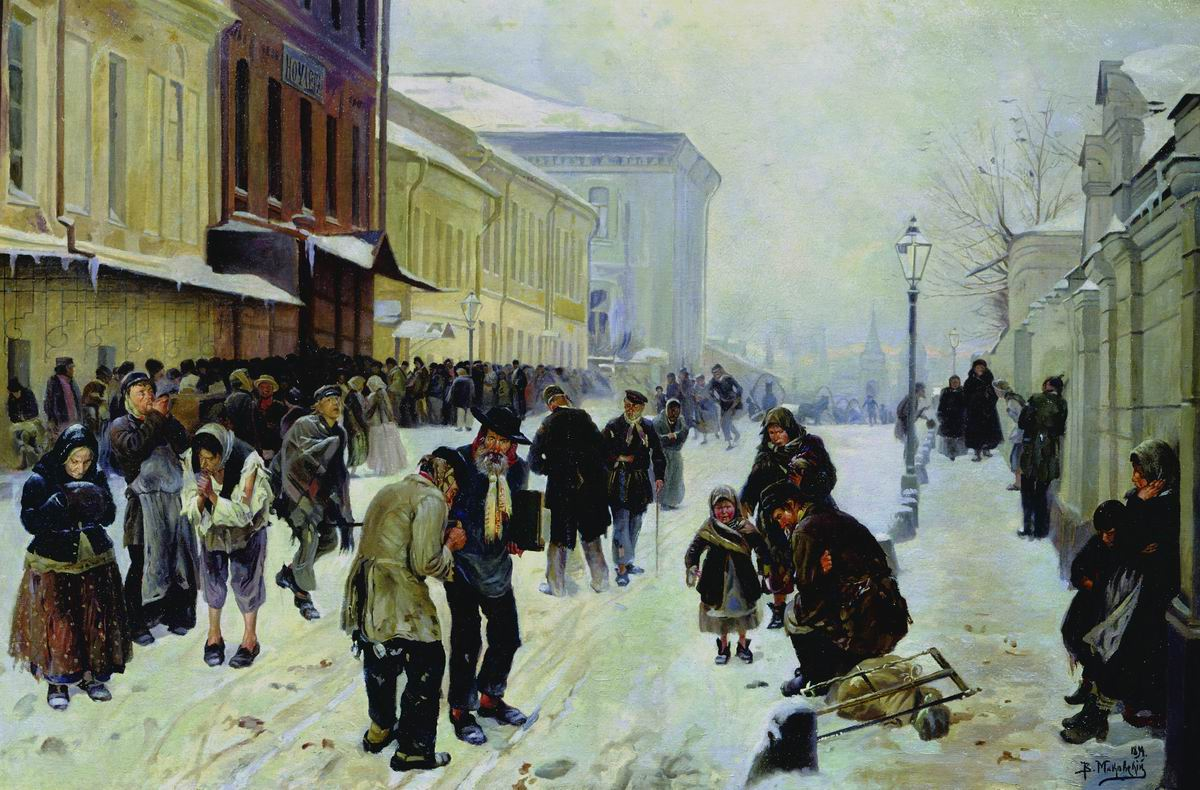
Ночлежники (Ночлежный дом в Москве), Владимир Маковский 1889, из собрания Государственной Третьяковской галереи

В Российской империи по отношению к бездомности был юридически закреплён термин «бродяжничество» или «бродяжество». Исторические свидетельства о бродягах на Руси существуют со Средних веков, но бродяжничество, сопоставимое с современным пониманием бездомности, по мнению ряда исследователей, стало формироваться позже. Его основной причиной стало распространение крепостного права и вызванного им бегства крестьян — именно они составляли основную часть бродяг. К началу XIX века в больших городах не было ни одной улицы, где бы ни бродили толпы нищих. После войны 1812 года, серьёзно подорвавшей народное хозяйство страны, их количество резко увеличилось. Согласно полицейской статистике только в Москве 60-х годов насчитывалось до 40 тысяч нищих, собиравших в год более 3 миллионов рублей подаяния. Проблема бездомности в городах России существенно обострилась в конце XIX века на фоне промышленной революции и урбанизации, когда жители сельской местности начали массово переселяться в города. Не всем удавалось найти себе в городах работу и жильё, а средств на возвращение на родину при этом не оставалось. Также ряды бродяг, как и в современной России, пополняли люди, освобождённые из тюрем.

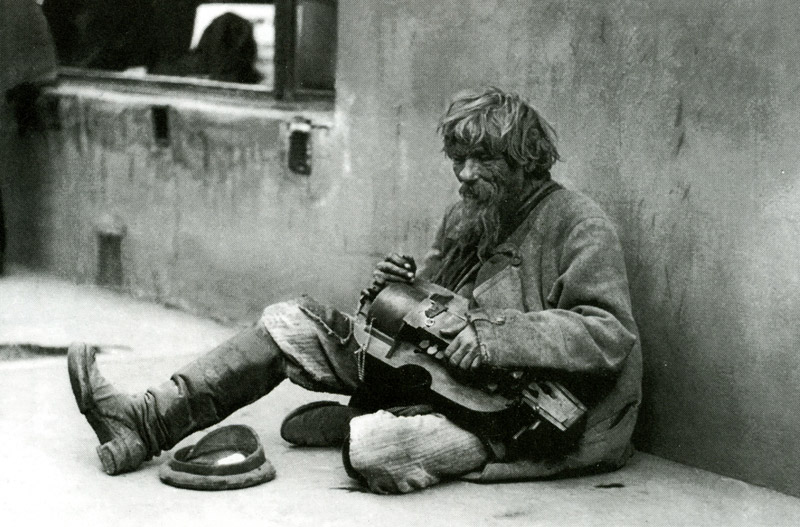
Нищий в Москве в начале 1900-х годов, фотография Николая Свищева-Паола

Дореволюционные исследователи не рассматривали бездомность как результат воздействия социума и властных структур, а занимались сбором количественной и описательной информации о нищенстве и бродяжничестве. На рубеже XIX—XX веков по отношению к бездомным употреблялось понятие «нищеброд», которое объединяло в себе два определения: «нищий» и «бродяга». Именно так характеризовали категорию людей, не имеющих жилья, нигде не работающих и вынужденных добывать средства к существованию сбором милостыни, различного рода подаяний.
В законодательстве Российской империи определение бродяжничества содержалось в Уложении о наказаниях уголовных и исправительных, изданном в 1845 году. Согласно ему, бродягами назывались «как жительствующие, так и переходящие или переезжающие из места в место, не только без ведома надлежащих полицейских начальств и без установленных на то видов, но и без всяких средств доказать настоящее своё состояние или звание или же упорно от сего отказывающиеся». Согласно тому же уложению, «бродяга, называющий себя не помнящим родства, или же под иным каким-либо предлогом упорно отказывающийся объявить о своём состоянии или звании и постоянном месте жительства, подвергается отдаче в исправительные арестантские отделения на четыре года, а потом водворению в предназначенных для того местностях, с причислением к ссыльнопоселенцам, на основании правил Устава о ссыльных».
Для борьбы с бродяжничеством в Российской империи существовали специализированные учреждения. В 1775 году, по указу Екатерины II, в стране была внедрена система работных домов. Помимо бродяг в работные дома часто помещали преступников, и так работные дома стали постепенно преобразовываться в тюрьмы (в частности, именно из работного дома возникла московская тюрьма «Матросская Тишина»). Просуществовала эта система до 1853 года. Во второй половине XIX века в России стали появляться дома трудолюбия, первый из которых был основан в 1889 году при Андреевском соборе в Кронштадте по инициативе Иоанна Кронштадтского и барона Отто Буксгевдена. К 1895 году в стране существовало 52 дома трудолюбия, а к 1898 — уже 130. Все они были постепенно закрыты после Октябрьской революции.

### Советский период
В Советском Союзе наличие бездомности официально не признавалось. Борьба с ней носила преимущественно репрессивный характер, не направленный на искоренение самих основ бездомности. Так, в 1951 году вышел указ президиума Верховного совета СССР «О мерах борьбы с антиобщественными, паразитическими элементами», согласно которому «бродяг, не имеющих определённых занятий и места жительства», следовало «направлять на спецпоселение в отдалённые районы Советского Союза на 5 лет». С 1960 года систематическое бродяжничество в СССР как проявление «паразитического образа жизни» являлось преступлением, что было закреплено в Уголовном кодексе РСФСР 1960 года (статья 209: систематическое бродяжничество и попрошайничество; статья 198: систематическое нарушение правил прописки), а также в уголовных кодексах других республик Советского Союза. Лица, задержанные за бродяжничество, помещались в специальные приёмники-распределители на срок до 10 дней для решения об их привлечении к уголовной ответственности, вынесении предупреждения, либо принудительном трудоустройстве. Однако, по статистике, в 1991 году в СССР насчитывалось около 142 тысяч бездомных.
В советское время существовала практика принудительного выселения бездомных, вместе с другими людьми, ведущими асоциальный образ жизни, из крупных городов за так называемый 101-й километр. В частности, такие акции проводились в Москве перед празднованием её 800-летия в 1947 году, а также перед Олимпийскими играми 1980 года.
В 1991 году были отменены статьи 198 и 209 УК РСФСР, и тем самым бездомность была декриминализирована. Сделано это было по инициативе основанного в 1990 году в Ленинграде фонда «Ночлежка», который впоследствии стал крупнейшей российской благотворительной организацией, помогающей бездомным.

### Постсоветский период

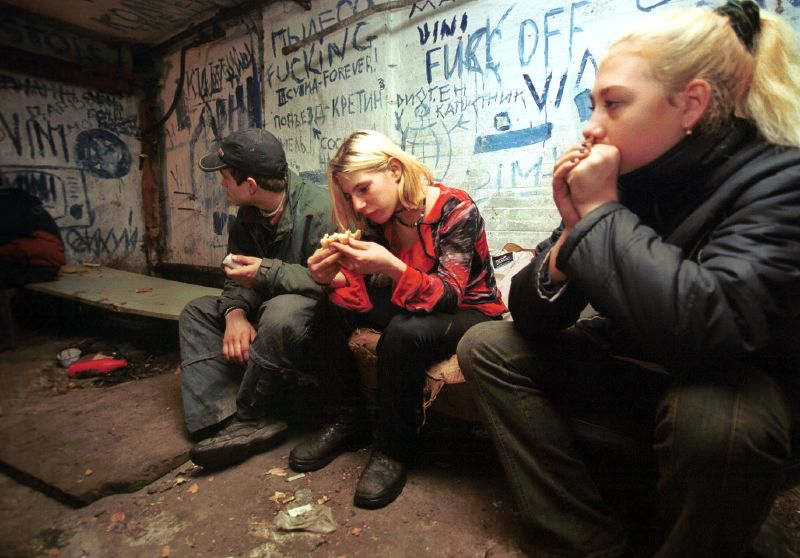
Подростки-наркоманы, жившие в подвале в Санкт-Петербурге, 2003

С 1991 года бездомность не является преступлением, статьи УК РСФСР 209 (систематическое бродяжничество и попрошайничество) и 198 (нарушение правил прописки) были отменены.
В начале 1990-х годов в Российской Федерации карательные меры советского периода сменились безразличием и полной беспомощностью государственных структур решить проблему бездомности. Начало бесплатной приватизации жилья и связанное с ним совершение многочисленных мошенничеств с жильём, лишавших жилья прежде всего социально неблагополучных лиц (алкоголиков, психически больных, детей-сирот); стремительный рост доли населения, находящегося за чертой бедности, и одновременно появление риэлтеров, готовых финансово помочь малоимущим гражданам в обмен на их жилплощадь; потоки беженцев и экономических иммигрантов из стран «Ближнего зарубежья» привели к беспрецедентному росту численности бездомных в России. В 1990-е, на фоне резкого ухудшения социально-экономической ситуации в России после распада СССР, количество бездомных в стране значительно выросло — примерно со 150 тысяч во время перестройки до 4 миллионов человек к 2003 году. Множество людей оказалось не в состоянии приспособиться к новым экономическим условиям, следствием чего стало усиление неоднородности социального портрета российских бездомных в этот период и увеличение количества образованных людей среди них. Начиная с середины 2000-х годов численность бездомных стала незначительно снижаться, оставаясь приблизительно на отметке в 3 миллиона человек в последующие годы. Численность бездомных пополняется также за счёт лиц, освободившихся из мест лишения свободы. В начале — середине 90-х годов бывшие заключённые составляли существенную долю фактических и юридических бездомных. Так, по данным санкт-петербургского отделения организации «Врачи без границ», из обратившихся в эту организацию в 1998 г. одну треть составляли бывшие заключённые, по данным СПб БОО «Ночлежка», в начале 1990-х их доля была существенно выше, но в конце 1990-х значительно увеличилась категория бездомных, потерявших жильё в связи с махинациями с недвижимостью.
2 ноября 1993 г. был издан Указ Президента РФ № 1815 «О мерах по предупреждению бродяжничества и попрошайничества». В соответствии с ним предписывалось реорганизовать приёмники — распределители органов внутренних дел для лиц, задержанных за бродяжничество и попрошайничество, в центры социальной реабилитации указанных лиц для оказания им социальной, медицинской и иной помощи. При этом допускалось принудительное помещение лиц, занимающихся бродяжничеством или попрошайничеством, в центры социальной реабилитации с санкции прокурора на срок не свыше десяти суток. Однако положения этого указа о переоборудовании приёмников-распределителей в центры социальной реабилитации и об изменении задач и условий содержания в этих учреждениях на практике не реализовывались.
В 1995 г. в России было только 25 домов ночного пребывания, 5 социальных гостиниц и 40 специнтернатов.
В феврале 2001 г. было принято распоряжение губернатора Санкт-Петербурга «О создании в административных районах Санкт-Петербурга домов ночного пребывания для граждан без определённого места жительства». Однако получить место в таком доме могут лишь проживавшие раньше не менее двадцати лет в Петербурге (Ленинграде).
Нередкими были незаконные действия властей в отношении бездомных. Так, в 1998 году общественная благотворительная организация «Ночлежка» (Санкт-Петербург) устраивала пресс-конференцию, целью которой было привлечение внимания общественности к вопиющему факту нарушения прав человека, а именно — вывозу бездомных с вокзала за пределы города. Большинство вывозимых не имело тёплой одежды и обуви, часть находилась в состоянии алкогольного опьянения. Акция проходила в холодное время года, и многие жертвы получили обморожение.

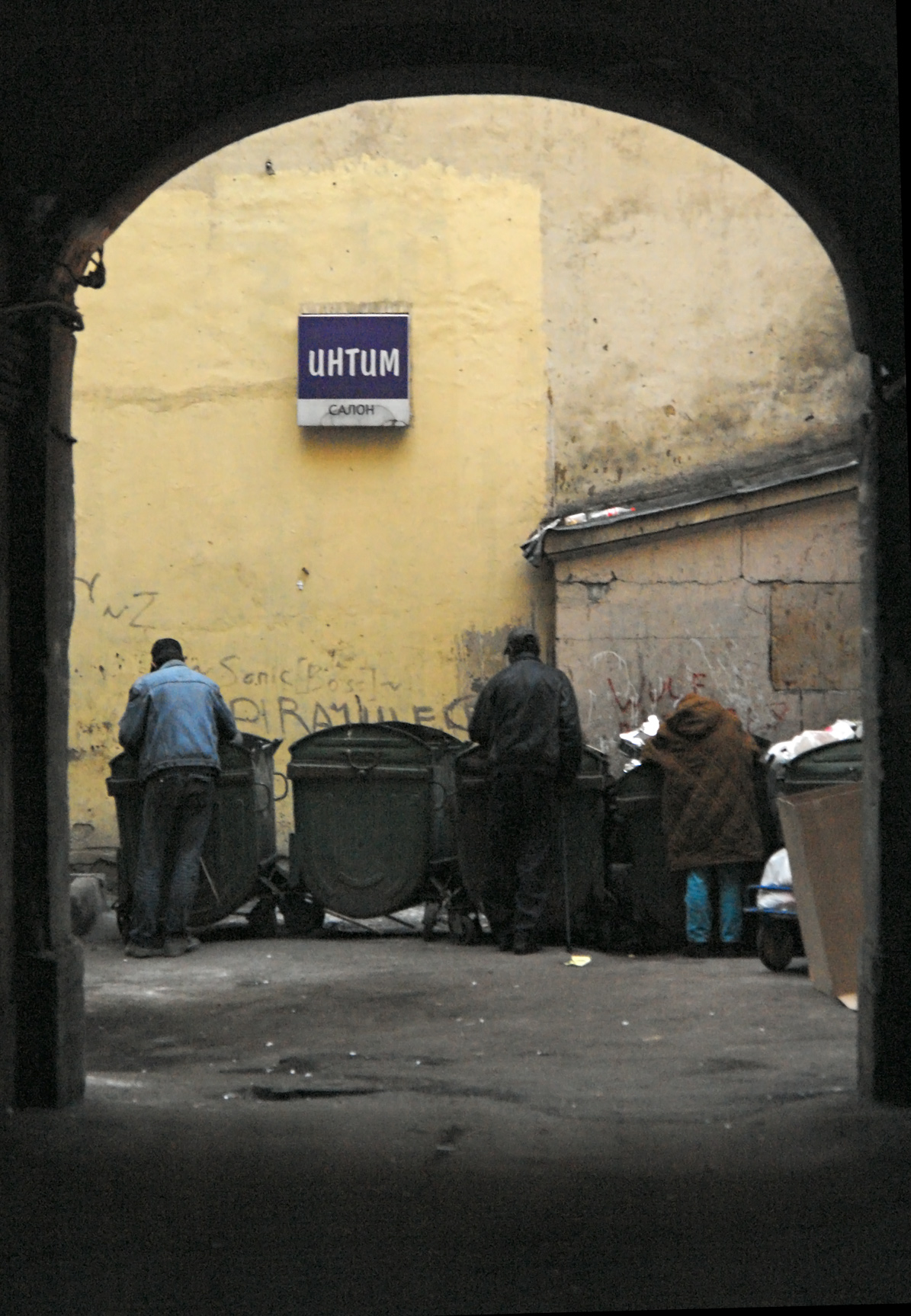
Осмотр мусорных баков

В постсоветское время начала развиваться помощь бездомным, представленная преимущественно негосударственными организациями. Крупнейшими из них стали петербургская «Ночлежка» и московская служба помощи «Милосердие». Появилось и множество других организаций, в том числе при религиозных общинах (например, православные приюты). Благодаря увеличению числа социальных работников бездомные стали получать возможность как реализации своих базовых потребностей (еда, обогрев, место для ночлега), так и психологической помощи и дальнейшей социальной реабилитации. По данным Министерства труда и социальной защиты России, за период с 1997 по 2014 год количество учреждений социальной помощи для лиц без определённого места жительства в стране выросло с 45 до 144.
В ноябре 2020 года Министерство труда подготовило проект федерального закона, который расширит меры социальной поддержки гражданам без определённого места жительства. В частности он предполагает, что бездомных будут информировать о возможности получения ими различных видов помощи при оказании им срочных социальных услуг, например, предоставления бесплатного горячего питания. А сведения о таких гражданах и полученных ими соцуслугах будут фиксироваться в специальном акте вместе с индивидуальными рекомендациями об улучшении условий жизнедеятельности.

## Причины бездомности и статистика
В России нет единой статистики количества бездомных. В 2003 году их число оценивалась в 4 миллиона человек. Во второй половине 2010-х, по различным оценкам социологов, численность их составляла от 1,5-3 до 5 миллионов человек. Росстат в рамках переписи населения в 2010 году оценил количество бездомных в 64 тыс. человек.. Наибольшая концентрация бездомных в стране наблюдается в самых крупных её городах. Оценки числа бездомных в Москве варьируются от 10 до 50 тысяч человек. При этом около 90 % из них составляют приезжие. В Санкт-Петербурге бездомных насчитывается около 50-60 тысяч человек.
Широкое распространение бездомности в России исследователи объясняют резким ухудшением социально-экономической ситуации в период после распада СССР: это низкий уровень доходов населения, преступность, высокая закредитованность населения (очень часто конфискуют жильё за долги по кредитам и просроченную ипотеку), несовершенство российского законодательства в сфере социальной поддержки населения (в частности, в законодательстве страны отсутствует определение бездомности), неудовлетворительное состояние социальной сферы в целом, а также ослабление социальных связей и развитие кризиса института семьи, при котором человек рискует стать бездомным из-за недостаточно доверительных отношений с близкими людьми.
По данным «Ночлежки», тремя самыми частыми причинами бездомности становятся семейные конфликты (36 %), переезд в другой город в поисках работы и невозможность найти там жильё (22 %), а также мошенничество с недвижимостью (17 %). Ещё 6 % бездомных приходится на иностранных граждан и лиц без гражданства, 4 % стали жертвами принудительного выселения, 3 % — обладатели непригодного для жизни жилья, и 2 % стали бездомными по другим причинам. При этом, по данным различных исследований, эта статистика периодически изменяется, и ещё в 1990-е и начале 2000-х в России лидерами среди бездомных были бывшие заключённые (различные источники приводят на 2002 год цифры 26,1 % или 32 %), второе место среди причин занимала утрата жилья (в результате мошенничества или происшествий — например, пожаров), и только на третьем месте стояли семейные конфликты.
Средний возраст российских бездомных составляет около 45 лет, при этом в последние годы присутствует тенденция к его снижению. Около 85 % российских бездомных — мужчины, а доля женщин составляет, соответственно, около 15 %. Средний уровень образования лишь незначительно ниже такового в российском обществе в целом. По данным исследования, доля людей без образования среди бездомных не превышает одного процента, около 50 % имеет среднее образование, а около 20 % — среднее профессиональное. Высшее образование имеет менее 5 % бездомных, при этом в 1990-е годы доля этой категории составляла около 8 %, что объясняется социально-экономическими потрясениями после распада СССР.
Статистические данные отражают лишь приблизительную картину, поскольку бездомные, будучи людьми, исключёнными из общественной жизни, являются достаточно закрытой для исследований социальной группой. Исследователи не имеют возможности определить репрезентативность выборки при изучении бездомных людей, из-за чего выводы исследований имеют ограниченную достоверность.
Исследователи, занимающиеся проблемами бездомности, выделяют следующие группы риска попадания в категорию бездомных:
- Бывшие заключённые. Человек, вышедший на свободу из мест заключения, подвержен трудностям ресоциализации, менее привлекателен на рынке труда в качестве потенциального работника (как из-за частичной утраты навыков межличностной коммуникации, так и из-за распространённых ограничений на наём лиц с судимостью). Также зачастую бывшего заключённого не пускает к себе его бывшая семья[44][45].
- Мигранты. Эта категория лиц, особенно приехавшие в Россию из других стран, помимо необходимости поиска работы и жилья, испытывает дополнительные бюрократические сложности, часто усугубляемые языковым барьером[46][45].
- Дети-сироты, беспризорные и безнадзорные дети. В качестве причин выделяются: недостаточная приспособленность воспитательных детских учреждений к подготовке полноценных членов общества, распространённые нарушения прав на жилплощадь воспитанников таких учреждений, вышедших из них по достижении совершеннолетия, в сочетании с их недостаточной правовой осведомлённостью[47][45].
- Люди, проживающие у другого человека (родственника, друга и так далее), не имея при этом права собственности или наследства на жилплощадь, и не имея в собственности другого жилья. В случае конфликта с хозяином жилплощади человек рискует быть выселенным на улицу[45].

В 2017 году «Ночлежка» разместила на своём официальном сайте тест «Индекс уязвимости», дающий каждому человеку возможность оценить свой риск стать бездомным.
Согласно результатам всероссийской переписи населения, которая проводилась в 2021 году, численность бездомных людей в России составила 11 285 человек — в шесть раз меньше, чем было зафиксировано в 2010-м

## Образ жизни и поведение

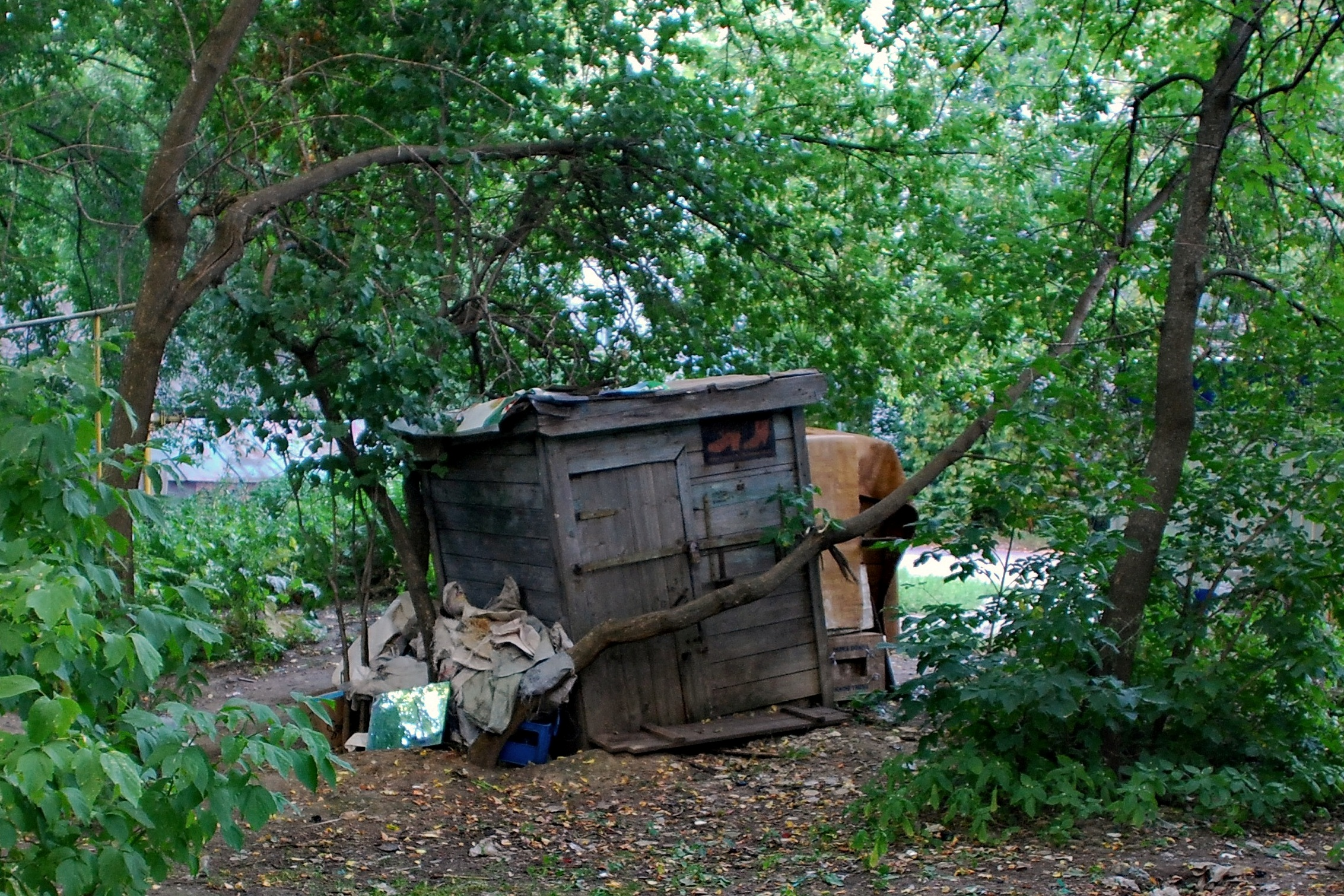
Жилище бездомных в Иванове, август 2011

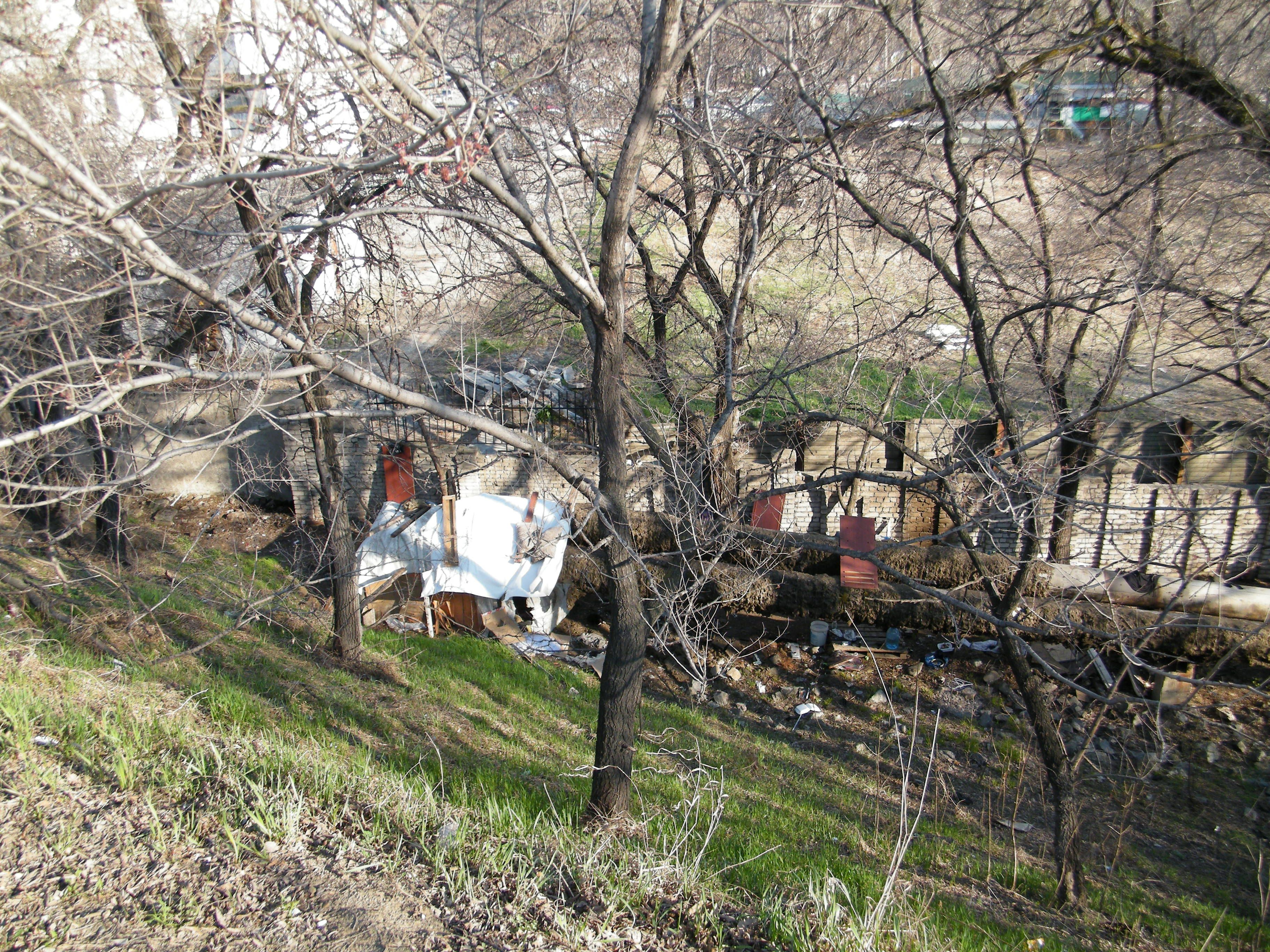
Жилище бездомных на теплотрассе в Хабаровске, 2016

Больше половины российских бездомных не имеет документов из-за потери или кражи. Значительные усилия бездомных идут на удовлетворение базовых жизненных потребностей — поиск ночлега и добычу пропитания. По данным исследователей, бездомные проживают в основном в нежилых помещениях, вроде подвалов и чердаков, реже выбирают заброшенные холодные дома, а также вокзалы, подземные пешеходные переходы и подъезды жилых домов (откуда бездомных часто выгоняют). Часть бездомных обитает в теплотрассах, канализационных коллекторах, на свалках. Некоторые сооружают самодельные жилища из подручных материалов. Бездомные время от времени меняют место обитания, в ряде случаев им приходится это делать ежедневно. С учётом российского холодного климата, поиск места для обогрева является для бездомных особенно серьёзной проблемой в холодное время года.
Средства к существованию большинство бездомных добывает при помощи временных подработок — низкооплачиваемом неквалифицированном труде, не предполагающем официального трудоустройства (уборка мусора, сдача металлолома, мелкая торговля, сезонные работы). Часть бездомных занимается попрошайничеством. Некоторые бездомные собирают остатки продуктов на помойках и мусорных свалках.
Средний стаж нахождения на улице у российских бездомных составляет 7 лет. В большинстве случаев положение бездомного усугубляется с течением времени. Сначала происходит потеря жилья или прав на него, затем потеря работы или невозможность на неё устроиться из-за отсутствия постоянного жилья, ухудшение состояния здоровья на фоне нерегулярного питания, отсутствия гигиены, длительного пребывания на холоде и невозможности получить медицинскую помощь из-за потери медицинского полиса. Вслед за этим у бездомного падают социальные потребности, и развивается психологическая установка «жить одним днём» в сочетании с уменьшением желания изменить условия своей жизни. Осознание своего положения и желание избавиться от депрессии приводит многих бездомных к злоупотреблению алкоголем и развитию алкоголизма: большинство бездомных алкоголиков начинает пить, уже оказавшись на улице. Множество факторов действует в жизни бездомного в качестве «воронки», по мере прохождения которой шансы человека на возвращение в общество снижаются. По мнению исследователей, относительно высокая возможность ресоциализации сохраняется при стаже бездомности ниже шести месяцев. Находясь на улице от шести месяцев до года, многие сохраняют веру в возможность возвращения к прежней жизни, но уже испытывает серьёзные проблемы со здоровьем, а большинство бездомных со стажем больше года смиряется со своим положением и принимает образ жизни бездомного
.
Для российских бездомных наиболее характерны трофические язвы, истощение, инфицированные и гнойные раны, на втором месте — травмы, различные гельминтозы, ожоги и отморожения. Также распространены кожные заболевания, педикулёз и чесотка, туберкулёз, в меньшей степени — заболевания внутренних органов и опорно-двигательного аппарата.

### Преступность среди бездомных
Исследователи выделяют бездомных с устойчивой преступной ориентацией личности (большинство из них — люди, ранее отбывавшие срок в местах лишения свободы, и ставшие бездомными после освобождения) и ситуативных преступников, совершивших преступление по стечению обстоятельств. Бывают случаи совершения бездомными преступления с целью обретения крыши над головой хотя бы в исправительном учреждении. По данным 2010 года, среди всех преступлений в России 1,5 % было совершено бездомными. Так как преимущественно именно поиск денег толкает бездомных к преступлениям, большинство (более 60 %) относится к экономической сфере — кражи, грабежи и разбои. Часто бездомные совершают магазинные кражи, в основном воруют продукты питания. Около 20 % составляют преступления против личности — убийства и причинение тяжкого вреда здоровью, причём в значительном количестве случаев потерпевшими оказываются другие бездомные. Реже бездомные совершают преступления против общественной безопасности (в частности, незаконный оборот наркотиков) и против государственной власти (подделка документов, дача взяток, оскорбление или насилие против сотрудников правоохранительных органов). При этом наблюдается тенденция к увеличению количества преступлений, требующих высокой криминальной квалификации — подделка документов, мошенничество и тому подобное. Способствует склонности к преступлениям характерная многим бездомным алкогольная зависимость. Так, около 75 % насильственных преступлений совершается бездомными в состоянии алкогольного опьянения или абстинентного синдрома.

## Отношение к бездомным в обществе
В разговорный лексикон прочно вошёл протокольный термин «бомж», являющийся акронимом от «Без определённого места жительства». Хотя с юридической точки зрения понятия «бездомный» и «лицо без определённого места жительства» не различаются, в широком употреблении слово «бомж» стало использоваться в качестве уничижительного и обозначать не всех бездомных людей, а только отдельных их представителей, отличающихся особенной нечистоплотностью и алкоголизмом. Также в разговорной речи появились и производные от этого слова: «бомжевать» (быть бездомным и вести соответствующий образ жизни), «бомжеватый» (о неопрятном внешнем виде человека), «бомжатский» (свойственный, характерный для бездомного человека). При этом большинство организаций, работающих с бездомными, сознательно отказывается от употребления этого термина. В частности, следующим образом объяснил эту позицию координатор международной организации «Врачи без границ» Алексей Никифоров:
Бездомные или бездомные граждане — такое определение наиболее адекватно отражает положение сотен тысяч наших соотечественников, не имеющих жилья. Мы стоим на позиции, отрицающей само понятие „БОМЖ“, как порочащее честь и достоинство человека.Алексей Никифоров
Яркая особенность существования бездомных в России — высокая степень закрытости этой социальной группы и низкий уровень коммуникации с остальным обществом. Значительная часть россиян слабо осведомлена о бездомных и причинах бездомности и подвержена стереотипам.
По данным различных исследований, больше половины россиян не испытывает серьёзного беспокойства о проблемах бездомных, а сами бездомные, как правило, воспринимаются как опустившиеся люди, имеющие аморальный облик. В российском обществе преобладает безразличное и негативное отношение к бездомным. Усиливается такое отношение во многих случаях физическим отвращением, которое вызывают внешний вид бездомных и исходящий от них запах, в сочетании с опасением заразиться от них инфекционными заболеваниями. По данным социологических опросов, около половины людей считает, что бездомным необходимо оказывать комплексную помощь, не будучи при этом готовыми принять в этом участие. В свою очередь, и сами бездомные склонны относиться к обществу с недоверием, в ряде случаев доходящим до враждебности, что также усугубляет социальную исключённость бездомных.
На бездомных накладываются различные ограничения на пребывание в общественном пространстве, включая запрет на вход в магазины и торговые центры для людей неподобающего внешнего вида, установление ограждений, затрудняющих использование бездомными скамеек, люков, вентиляционных решёток и теплотрасс для обогрева и отдыха. Отмечается, что нередко бездомные сталкиваются с агрессией со стороны сотрудников частных охранных организаций.
В российском обществе широко распространены различные заблуждения о бездомных. Значительная часть общества ассоциирует их со стереотипным образом «бомжа», а мнения большинства российских граждан о способах существования бездомных почти обратно пропорциональны реальной картине: исследования показывают, что большинство людей считает основным источником пропитания бездомных сбор пищи на помойках, но в реальности этот способ использует в качестве основного менее 5 % из них. Кроме того, из-за широкого распространения среди бездомных алкогольной зависимости существует устойчивый стереотип о ней как основной причине бездомности у конкретных людей.

## Помощь и социальная реабилитация
В 1994 году был издан приказ Министерства социальной защиты населения России «О домах ночного пребывания», а в 1995 году вышло постановление Правительства России № 1105 «О мерах по развитию сети учреждений социальной помощи для лиц, оказавшихся в экстремальных условиях без определённого места жительства и занятий». С 2010 года в России действует национальный стандарт «Социальное обслуживание населения. Типы учреждений социального обслуживания и социальные услуги лицам без определённого места жительства и занятий». В нём установлены три типа учреждений социального обслуживания бездомных: центр социальной адаптации, социальная гостиница и дом ночного пребывания. Законы подтолкнули развитие соцобслуживания бездомных и рост числа таких учреждений: в период с 1997 по 2015 год оно увеличилось в 6,5 раз), так и количество бездомных, которые обращаются в них за помощью (с 1997 по 2014 год оно увеличилось с 60 до 132 тысяч человек в год). На данный момент в ряде крупных городов России действуют государственные центры социальной адаптации для лиц без определённого места жительства. Ярким примером является московский Центр социальной адаптации имени Елизаветы Глинки, а также организация «Справедливая помощь Доктора Лизы», созданная Елизаветой Петровной Глинкой, которая с 2007 помогала бездомным и людям, попавшим в трудную жизненную ситуацию.
В России слабо развита комплексная и последовательная государственная политика, направленная на поддержку и реабилитацию бездомных людей и постепенное решение проблемы бездомности. Занимаются этим по большой части негосударственные благотворительные и религиозные, главным образом, волонтёрские организации. Решению проблемы препятствует не только малочисленность организаций и ограниченность их ресурсов, но и невысокий процент желающих возвращения в общество среди самих бездомных. Опыт борьбы с бездомностью Финляндии, проект Housing First давно расставил точки относительно расхожего мнения о якобы нежелании бездомных расстаться со своей бездомностью. С ними полностью солидарны и американские исследователи. Поэтому именно отсутствие эффективной и системной помощи является главной причиной бездомности в России. Исследователи выделяют несколько моделей помощи, которые выстраивают российские благотворительные организации. Это программы экстренной помощи, связанной с основными потребностями (питание, медицинская помощь, временное жилое помещение). Другая категория — реабилитационные программы или программы социальных лифтов, направленные на длительную работу с людьми, их ресоциализацию и получение жилья. Также существуют превентивные программы для людей, входящих в группу риска бездомности, и программы пропаганды в обществе терпимости по отношению к бездомным.
Значительную долю деятельности, связанной с помощью бездомным, в России берут на себя негосударственные благотворительные организации. Их важное отличие от государственных учреждений социальной реабилитации — более низкий порог для оказания помощи бездомным, например, отсутствие строгих требований к гигиеническому состоянию, а также состоянию здоровья, необходимому для предоставления места в приюте). Наиболее крупные российские организации, помогающие бездомным, — «Ночлежка» в Санкт-Петербурге, православная служба помощи «Милосердие» в Москве, организация «Справедливая помощь Доктора Лизы», помогающая в том числе и бездомным.
Правительственная комиссия по профилактике правонарушений летом 2020 года рекомендовала главам регионов создавать и расширять центры помощи бездомным. Согласно документу, подписанному главой МВД России Владимиром Колокольцевым, центры помощи бездомным необходимы для социальной адаптации этих людей, поиска для них жилья и работы. К тому же предполагается, что подобные меры смогут снизить преступность в среде бездомных.
По данным на 2019 год, в России существовало 136 организаций, занимающихся помощью бездомным, в частности центры социальной адаптации, приюты, гостиницы и дома ночного пребывания.

### «Ночлежка»

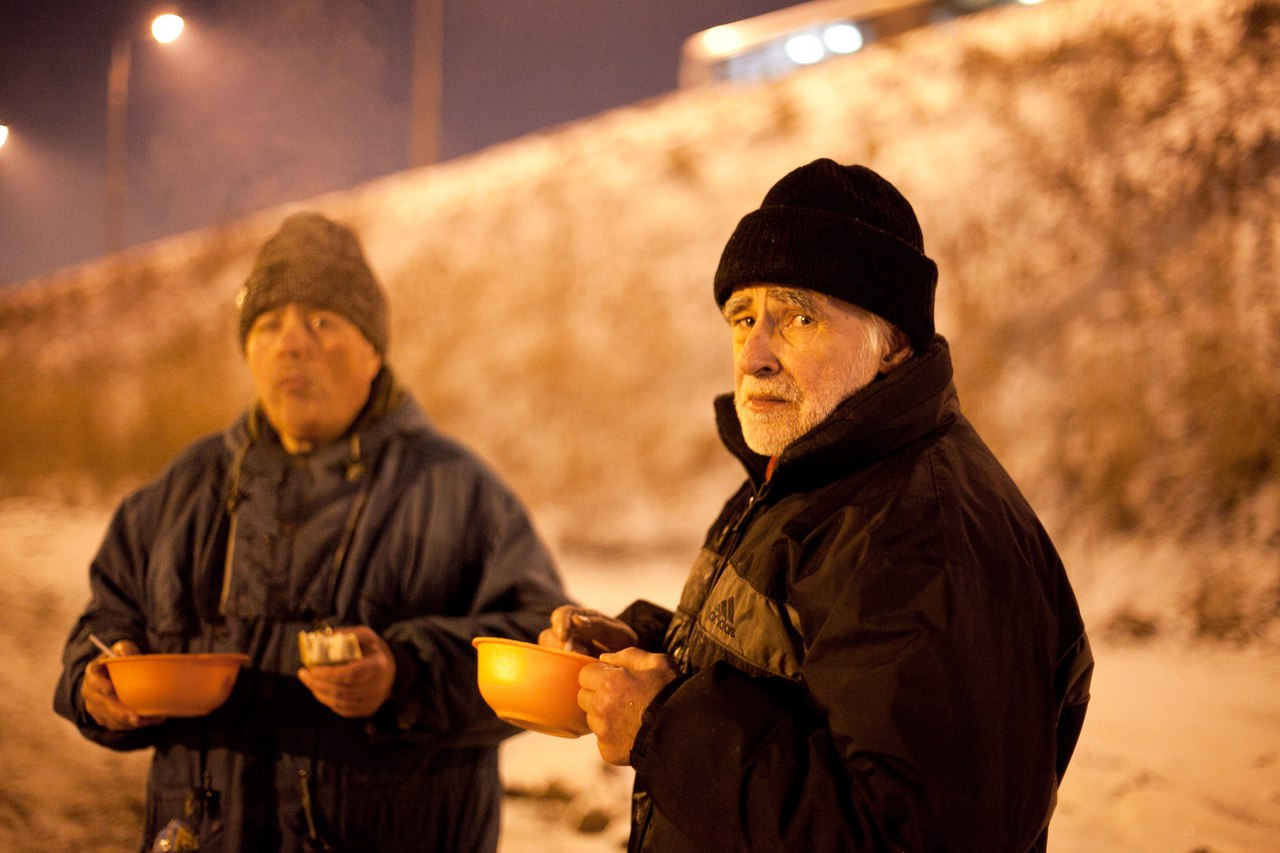
Подопечные «Ночлежки» на стоянке «Ночного автобуса» в Санкт-Петербурге

Крупнейшей российской организацией, занимающейся помощью бездомным, является благотворительная организация «Ночлежка», основанная в 1990 году и работающая преимущественно в Санкт-Петербурге. С 1996 года в составе организации действует реабилитационный приют для бездомных на 52 места, а при нём — консультационная служба. Также «Ночлежка» осуществляет и программы экстренной помощи бездомным: в холодное время года организация открывает в нескольких местах города ночные пункты обогрева в виде больших отапливаемых палаток, а также реализует программу «Ночной автобус» — по городу курсируют два микроавтобуса, развозящие бесплатную и еду и медикаменты, которые бездомные получают на местах стоянки. Организация издаёт «Справочник бездомного» и газету «Путь домой», привлекает внимание общественности к проблеме бездомных в России, проводя акции и мероприятия и размещая социальную рекламу. Кроме того, «Ночлежка» проводит благотворительные акции по сбору средств для помощи бездомным, либо продуктов для самих бездомных (такие акции обычно бывают приурочены к различным праздникам), благотворительные концерты — в частности, ежегодный рок-фестиваль «НочлежкаFest». За всё время своего существования организация успела оказать помощь примерно 100 тысячам бездомных. По словам директора организации Григория Свердлина, около 60 % её подопечных уже не оказывается на улице.

### Православная служба помощи «Милосердие»
Православная служба помощи «Милосердие» была основана в Москве в 1991 году как Свято-Димитриевское сестричество при Первой градской больнице. В составе её действует Служба помощи бездомным, у которой насчитывается более 250 подопечных ежемесячно: она занимается их социальным сопровождением в период лечения, оказанием экстренной помощи бездомным, а также профилактикой бездомности. С 2014 года действует программа «Возвращение», направленная на реабилитацию и восстановление документов бездомных. Также в составе организации действует проект «Ангар спасения»: на Николоямской улице в Москве установлена большая каркасная палатка, где бездомные могут согреться, принять пищу и душ, отдохнуть, получить медицинскую помощь и консультацию социальных работников службы «Милосердие». Ежедневно «Ангар спасения» принимает до 150 бездомных. С февраля 2017 года стартовал ресурсный центр по содействию бездомным в трудоустройстве.

### «Справедливая помощь Доктора Лизы»
Благотворительная организация «Справедливая помощь Доктора Лизы» основана в 2007 году врачом паллиативной медицины Елизаветой Глинкой. Одна из столичных программ организации — «Вокзал по средам», в рамках которой каждую среду на Павелецком вокзале раздают еду и медикаменты нуждающимся. Также действует и программа социальной реабилитации подопечных.

### Другие организации
Благотворительные организации, помогающие бездомным, действуют и в других городах России: в Мурманске работает региональная благотворительная общественная организация «Улица», в Воронеже — организация «Рассвет», во Владимире — фонд социальной поддержки и адаптации граждан «Дорог каждый». Примечательным примером является действующее в Екатеринбурге «Бюро помощи гражданам», основанное в 1999 году бывшим бездомным Юрием Потапенко. Также в России существуют приюты при религиозных организациях. В частности, в 2016 году в стране насчитывалось 70 православных приютов.

## Отражение в культуре

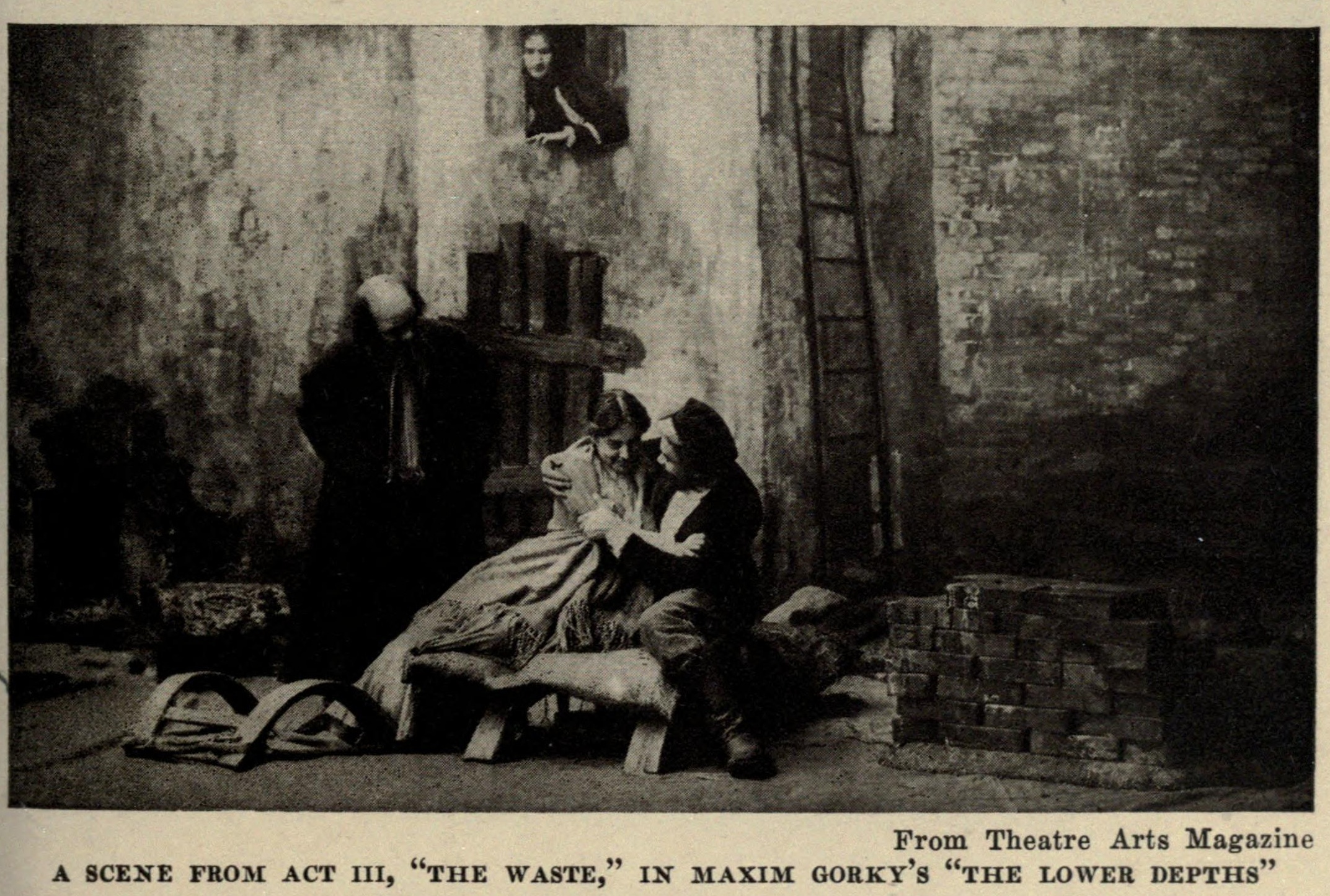
Сцена из постановки пьесы Максима Горького «На дне». Снимок впервые опубликован в Theatre Arts Magazine до 1922 года

В пьесе Максима Горького «На дне» действие разворачивается в ночлежке, в которой проживают представители социального дна, включая бездомных.
В советском телевизионном фильме «Ваше подлинное имя…» из цикла «Следствие ведут ЗнаТоКи» иностранный разведчик выдаёт себя за без, чтобы отсидеть небольшой срок за бродяжничество, после освобождения получить подлинные документы и таким образом легализоваться в СССР. Следователь употребляет термин «БОМЖиЗ» в разговоре с инспектором уголовного розыска, а у бродяги прямо спрашивает: «Когда-нибудь работали, до того, как стали бомжем».
В 1989 году, когда тема судьбы бездомных стала широко обсуждаться в обществе, киностудией «Мосфильм» был выпущен фильм «Бомж. Без определённого места жительства» режиссёра Николая Скуйбина (сценарист Валерий Залотуха, в главной роли Владимир Стеклов).
В 1991 году вышел фильм Эльдара Рязанова «Небеса обетованные» о бездомных, живущих на городской свалке.
В последующее время художественные кинофильмы и телесериалы о бомжах выпускались чаще: «Леди бомж» (2001), «Бомжиха» (2008), «Бомжиха 2» (2009), «Б. О. М. Ж.» (2009).
Фотограф Борис Михайлов одной из главных тем своего творчества избрал бомжей.
В 1984 году в Новосибирске была организована рок-группа «БОМЖ», принимавшая участие в Подольском рок-фестивале. Существует проект музыканта Сергея Воронова — группа «Бомж-трио».
Теме бомжей посвящены песни:
- «Сектор Газа» — «Бомж»
- Бахыт-Компот — «Почему умирают бомжи»
- Аркадий Северный — «Бомжихи»
- Саша Скул, Execut — «Бомжи-киборги»
- «Бригадный Подряд» — «Бомж»
- Александр Новиков — «Бомж с Рублёвки»
- Олег Митяев — «И у бомжей бывает праздник»
- «Голос Омерики» — «Песня французского бомжа»
- Паша Техник feat. Анлимитад — «Бомжи в грязи»
- «Воровайки» — «Бомжовочка»
- ДДТ — «Бомж»
- «Сейф» — «Бомж»